# Bibliotheek Mário de Andrade
De Bibliotheek Mário de Andrade (Portugees: Biblioteca Mário de Andrade, BMA) is de grootste openbare bibliotheek van de Braziliaanse stad São Paulo. De bibliotheek, vernoemd naar de Braziliaanse schrijver Mário de Andrade, kent meerdere vestigingen in de stad en is een belangrijk wetenschappelijk en cultureel centrum van het land.